# Ле Рувийуа, Филипп Огюстен
Филипп Огюстен Ле Рувийуа (фр. Philippe Augustin Le Rouvillois; 1756—1819) — французский военный деятель, полковник (1800 год), участник революционных и наполеоновских войн.

## Биография
Родился в семье клерка Жака Ле Рувийуа (фр. Jacques Le Rouvillois; ок.1727—1773) и его супруги Жанны Ле Брюман (фр. Jeanne Marie Le Brumand; 1719—1805).
Начал службу 12 сентября 1774 года в драгунском полку Генерал-полковника (будущий 5-й драгунский). 12 июня 1782 года – бригадир, 1 сентября 1784 года – вахмистр, 14 декабря 1784 года – фурьер, и, наконец, 1 мая 1788 года – второй вахмистр. В 1788 году под началом графа Тьяра участвовал в кампании в Бретани.
10 марта 1792 года произведён в младшие лейтенанты, сражался в кампании 1792 года в составе Северной армии, в 1793 году – в армии Арденн. 1 марта 1793 года отличился в боях за редут у Видена, где был ранен саблей в лицо. 1 мая 1793 года – лейтенант, 1 октября 1793 года – капитан. Воюет в Рейнской и Итальянской армиях, отличился при переходе через Бренту в Бассано. 7 января 1797 года – командир эскадрона в Английской армии, участвует в экспедиции в Бельгию против повстанцев.
Затем переводится в Рейнскую и Гельветическую армии, 4 февраля 1800 года произведён в полковники, и возглавил 22-й кавалерийский полк.
26 февраля 1803 года возглавил 1-й гусарский полк, который стал частью Армии Берегов Океана. В Австрийской кампании 1805 года сражался в составе 1-й бригады дивизии Дюпона. Отличился при Хаслахе.
В Прусской кампании 1806 года его 1-й гусарский выполнял функции эскорта Императора, так как гвардейская кавалерия не успела прибыть на театр военных действий. Был ранен 19 декабря 1806 года у Помиково. 6 января 1807 года по состоянию здоровья был отправлен в отставку.
22 сентября 1808 года в Шатодёне женился вторым браком на Мари Маргерит Триболь (фр. Marie Marguerite Tribolle; 1787—).

## Воинские звания
- Бригадир (12 июня 1782 года);
- Вахмистр (1 сентября 1784 года);
- Фурьер (14 декабря 1784 года);
- Второй вахмистр (1 мая 1788 года);
- Старший вахмистр (22 января 1792 года);
- Младший лейтенант (10 марта 1792 года);
- Лейтенант (1 мая 1793 года);
- Капитан (1 октября 1793 года);
- Командир эскадрона (7 января 1797 года);
- Полковник (4 февраля 1800 года).

## Награды
Легионер ордена Почётного легиона (11 декабря 1803 года)
 Офицер ордена Почётного легиона (14 июня 1804 года)
 Командор ордена Почётного легиона (25 декабря 1805 года)